# Gheja, Mureș

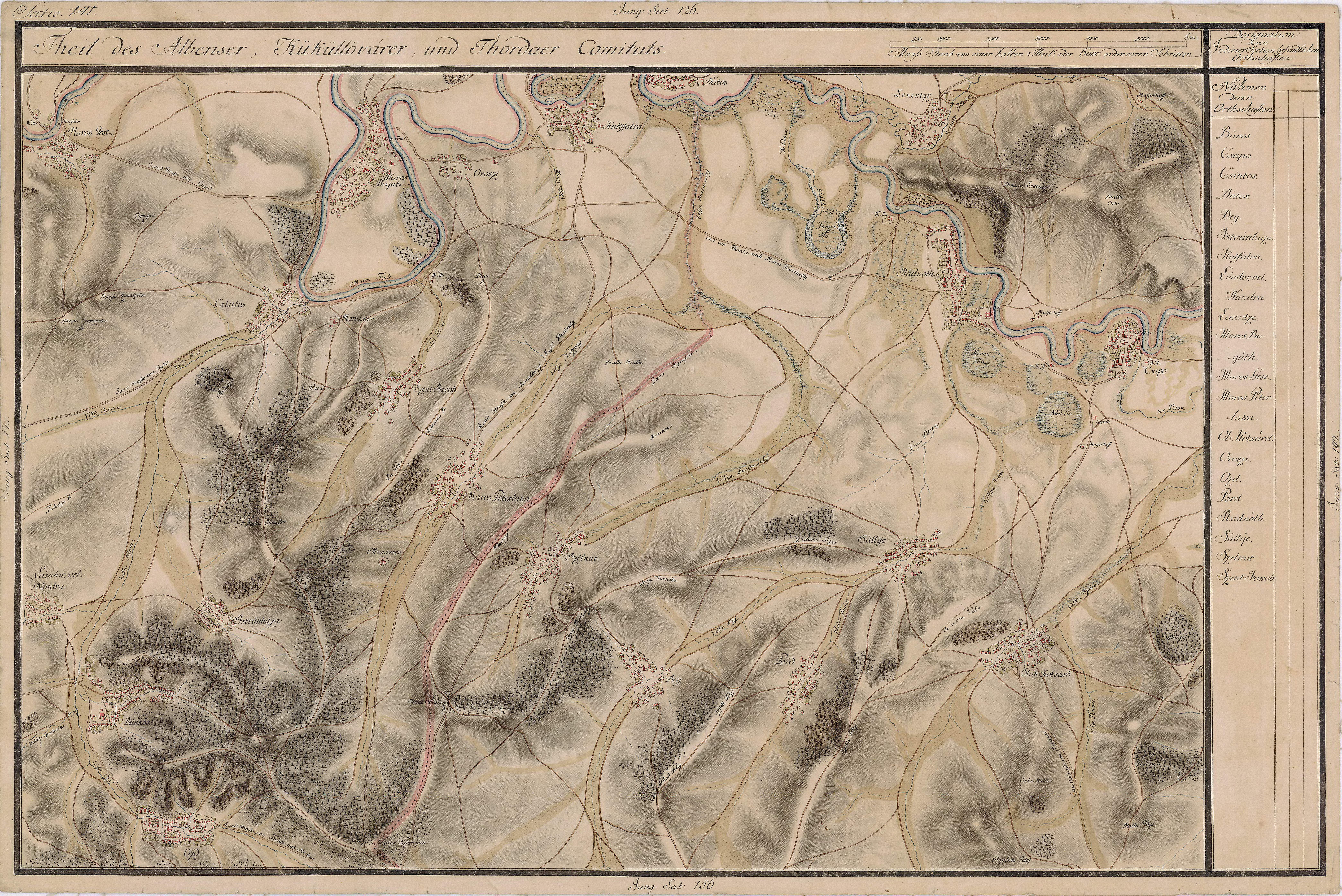
Gheja în Harta Iosefină a Transilvaniei, 1769-73.

Gheja (în maghiară Marosgezse) este o localitate componentă a orașului Luduș din județul Mureș, Transilvania, România.
Gheja se află la o distanță de aproximativ 3 km de Luduș, considerându-se un cartier al acestuia. Se află la 46°27' latitudine N, 24°4' longitudine E și la o altitudine de 334 m. În vest se învecinează cu Găbud, Valea Ciuciului și Chețani, în nord cu Avrămești, Cioarga, Fundătura, Luduș și Roșiori, în est cu Ațintiș și Ranta, și în sud cu Cecălaca și Maldaoci. 
Gheja are o populație de peste 1500 de locuitori. 

## Istoric
Pe Harta Iosefină a Transilvaniei din 1769-1773 (Sectio 141), localitatea a apărut sub numele de „Maros Gese”.

## Populație
Conform Recensământului din anul 2022 populația localității era de 1.242 locuitori în scădere față de datele de la ultimul recensământ când populația localității era de 1.376 locuitori. 

## Personalități
- Árpád Buday (1879 - 1937), arheolog, profesor universitar, cercetătorul limes-urilor romane, cetățean de onoare al orașului Luduș
- George Simu (1862 - 1934),  deputat în Marea Adunare Națională de la Alba Iulia 1918

## Imagini

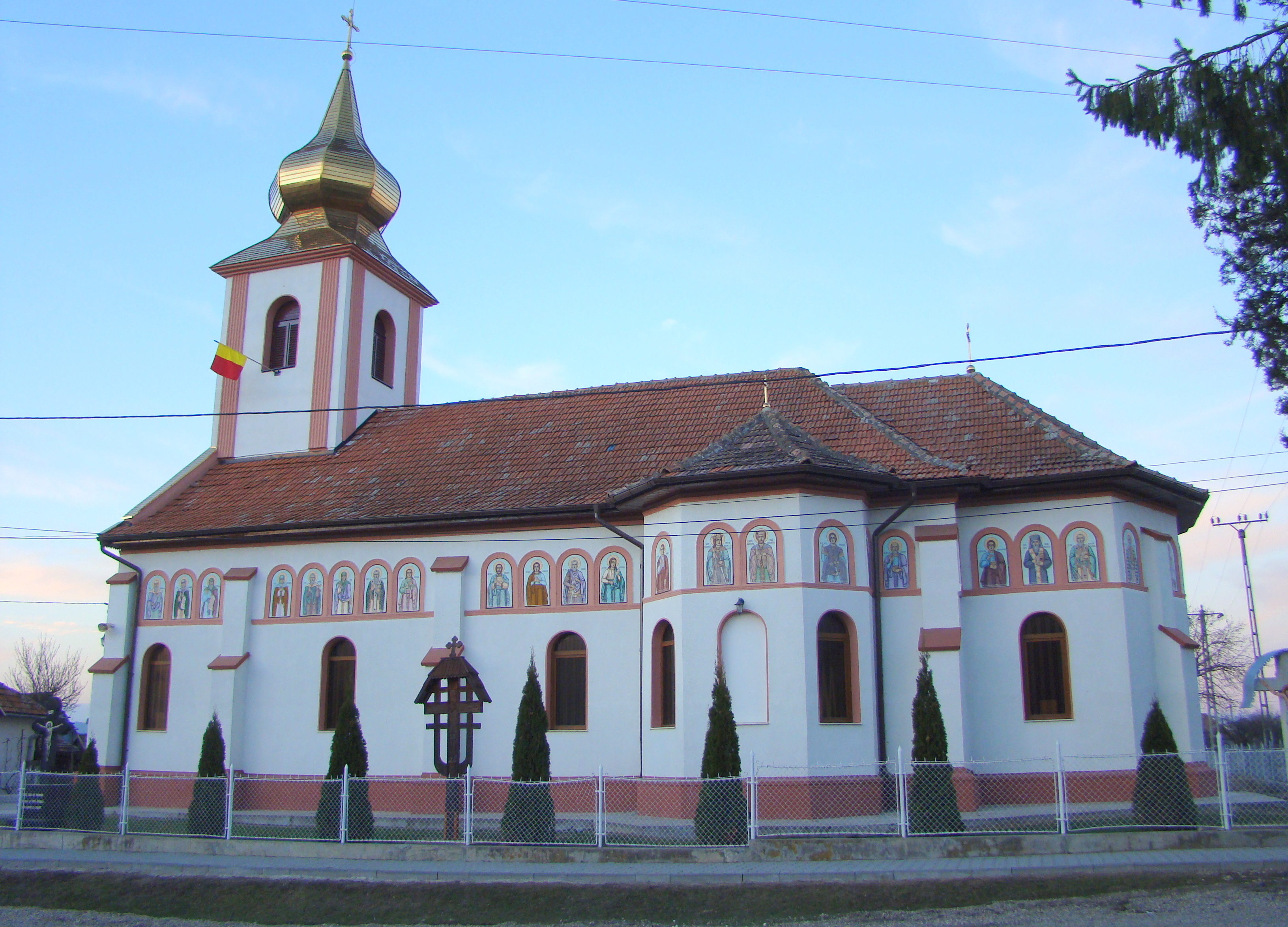
Biserica ortodoxă
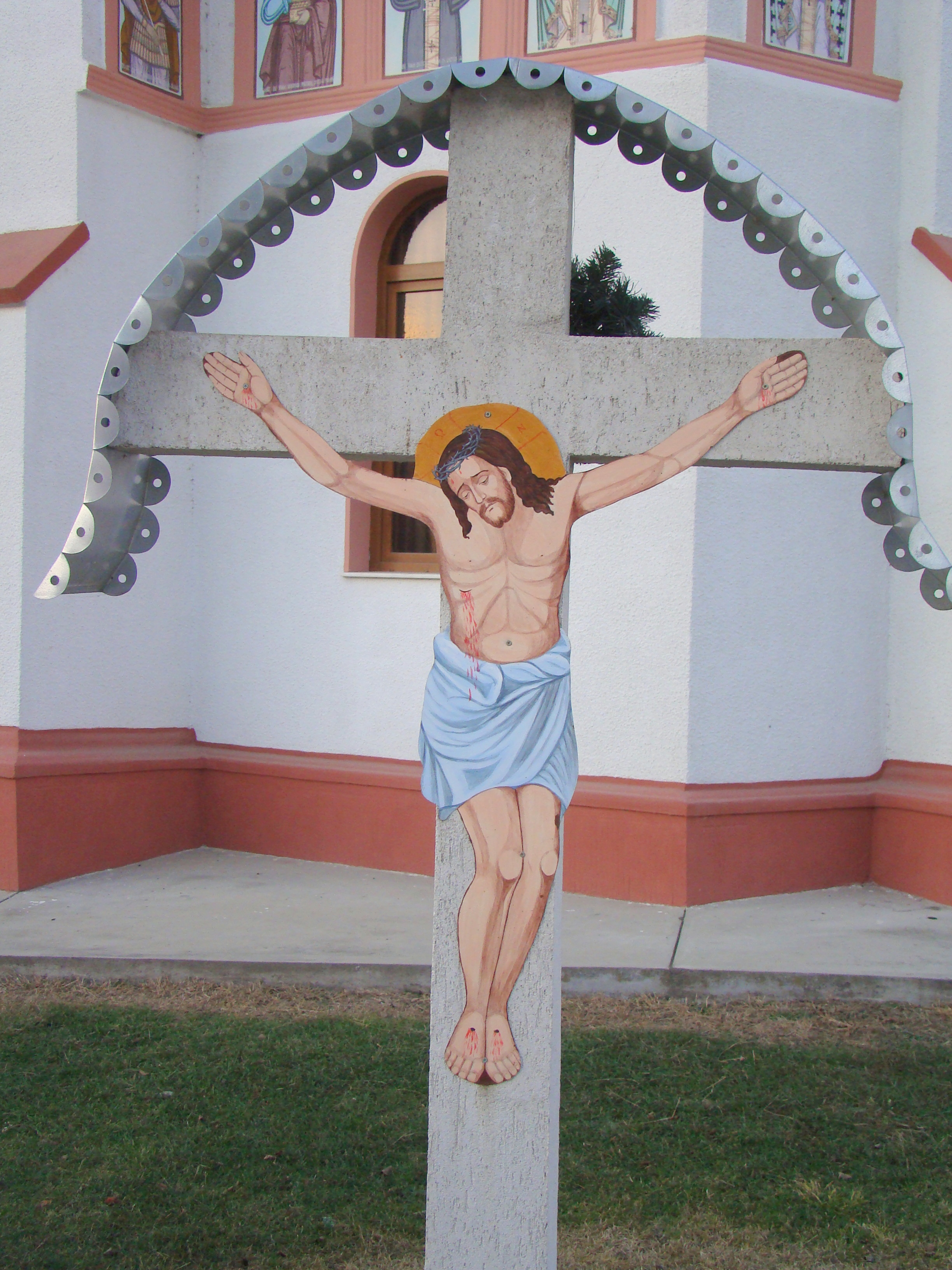
Troița
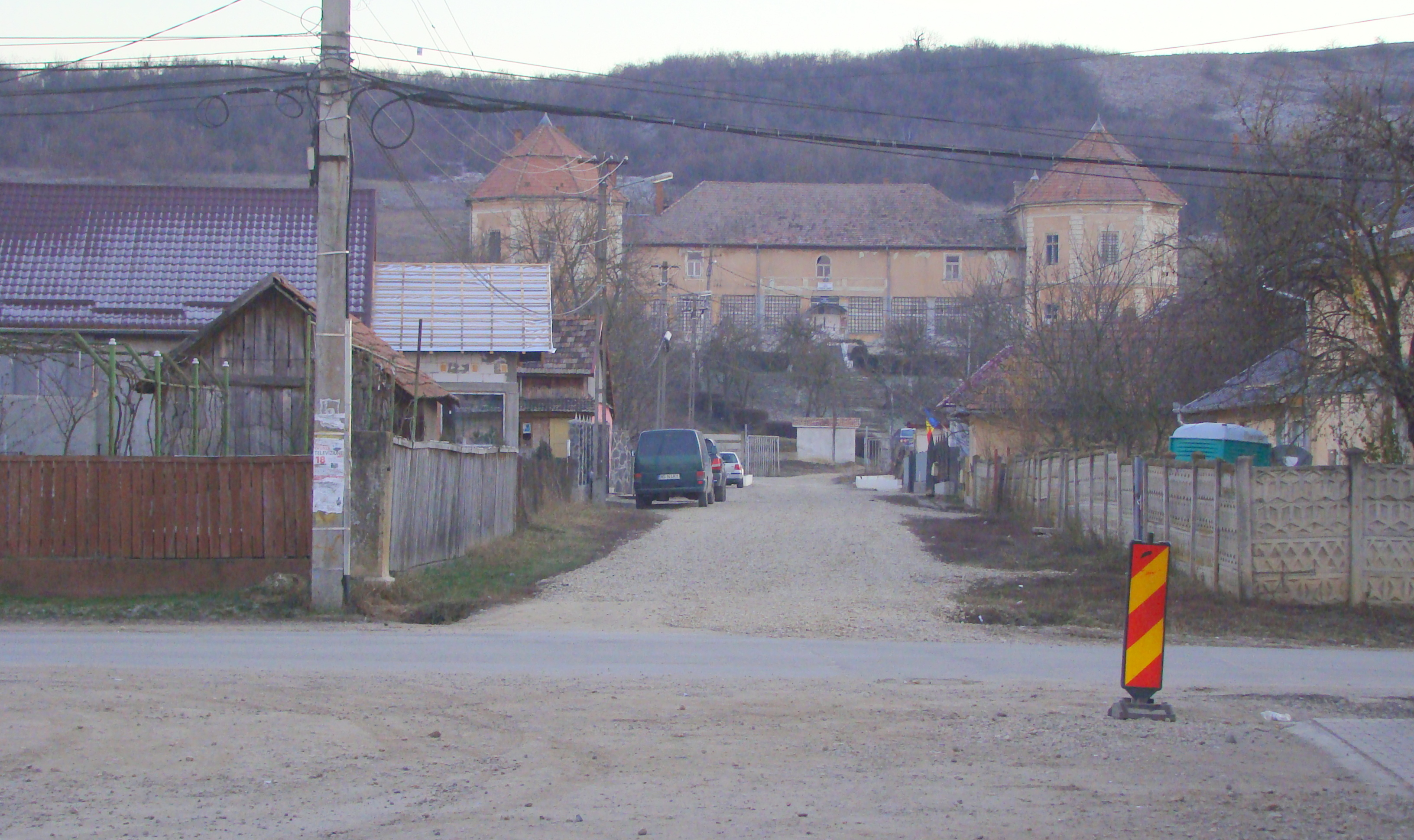
Strada Castelului
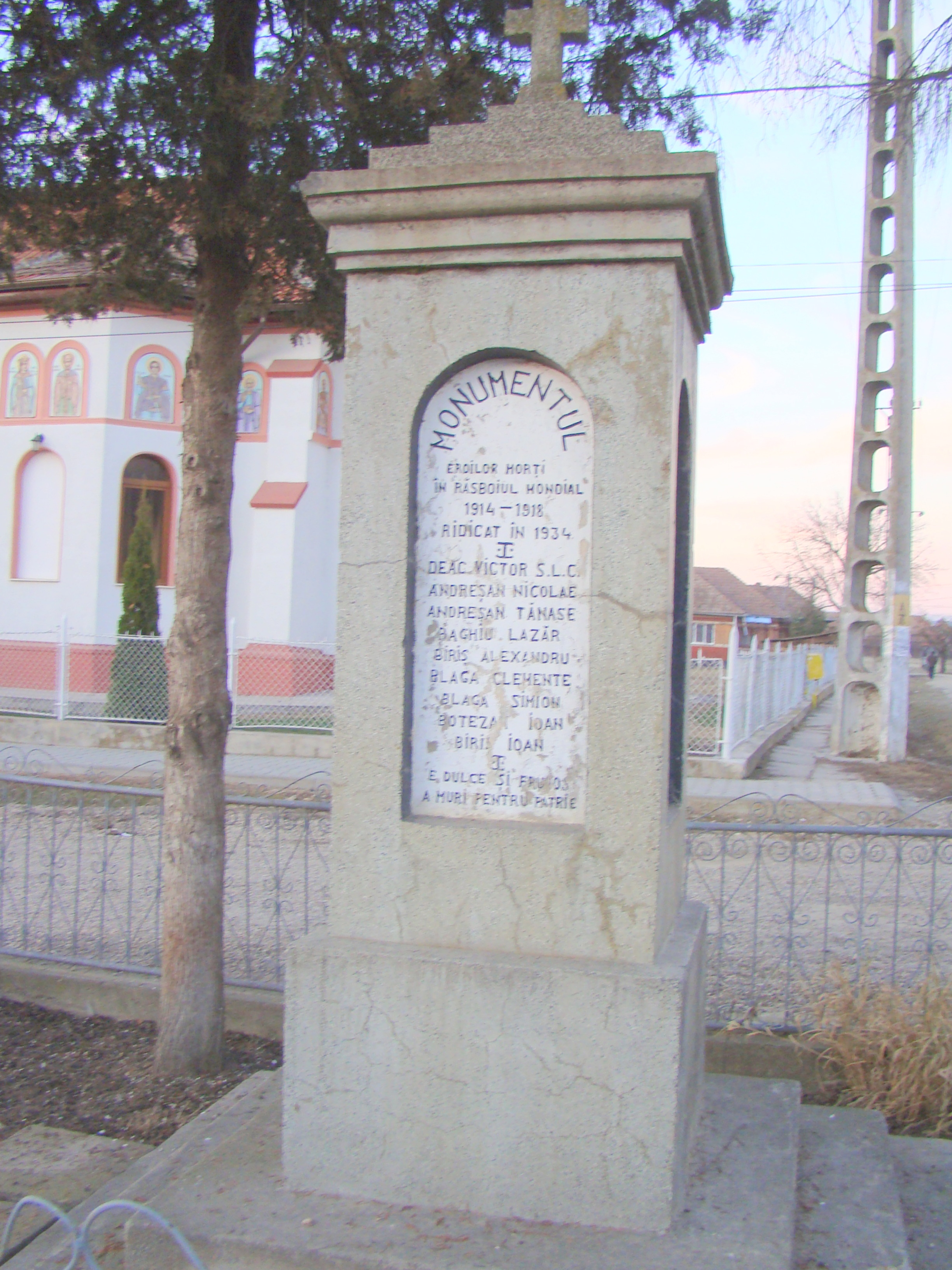
Monumentul eroilor
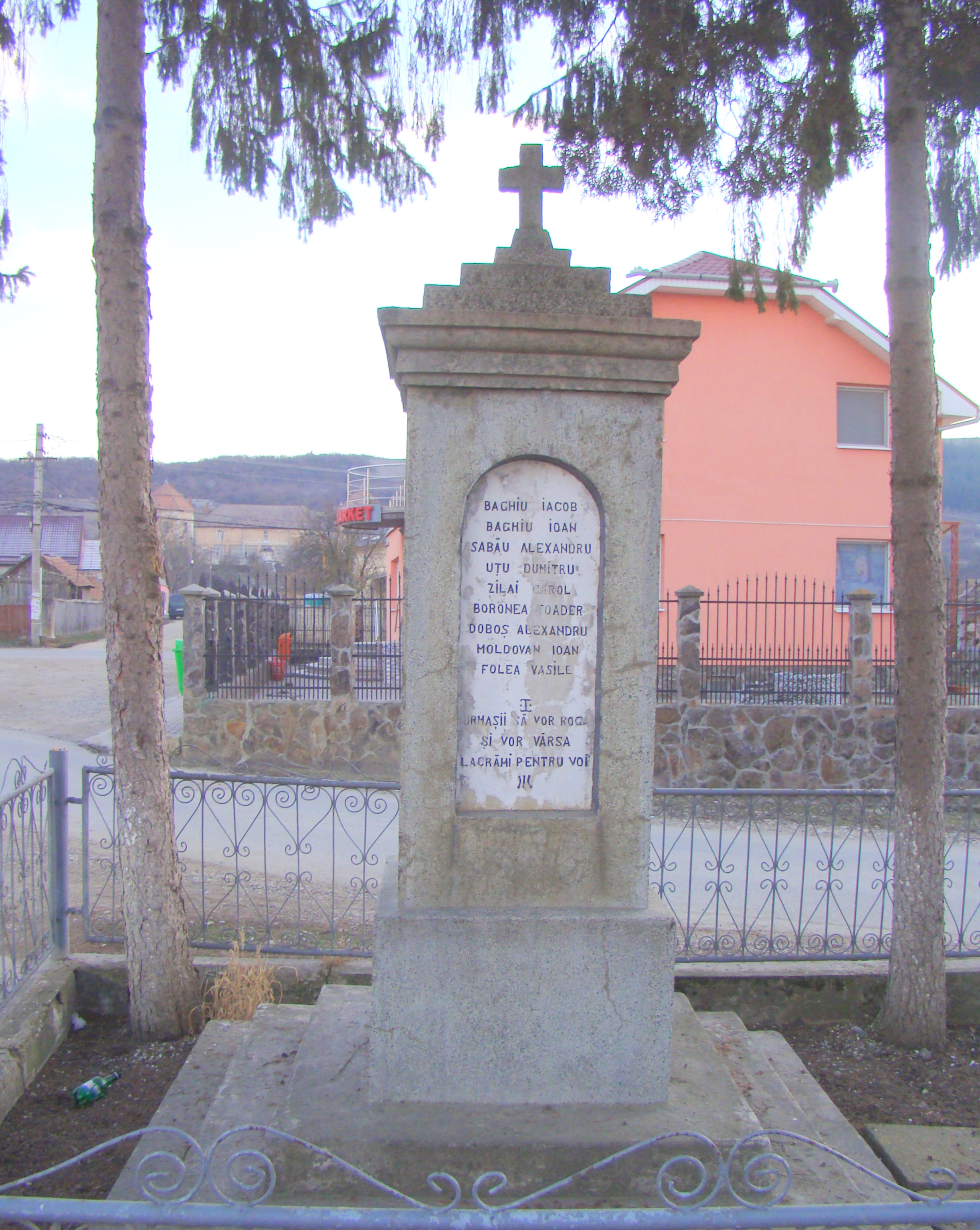
Monumentul eroilor
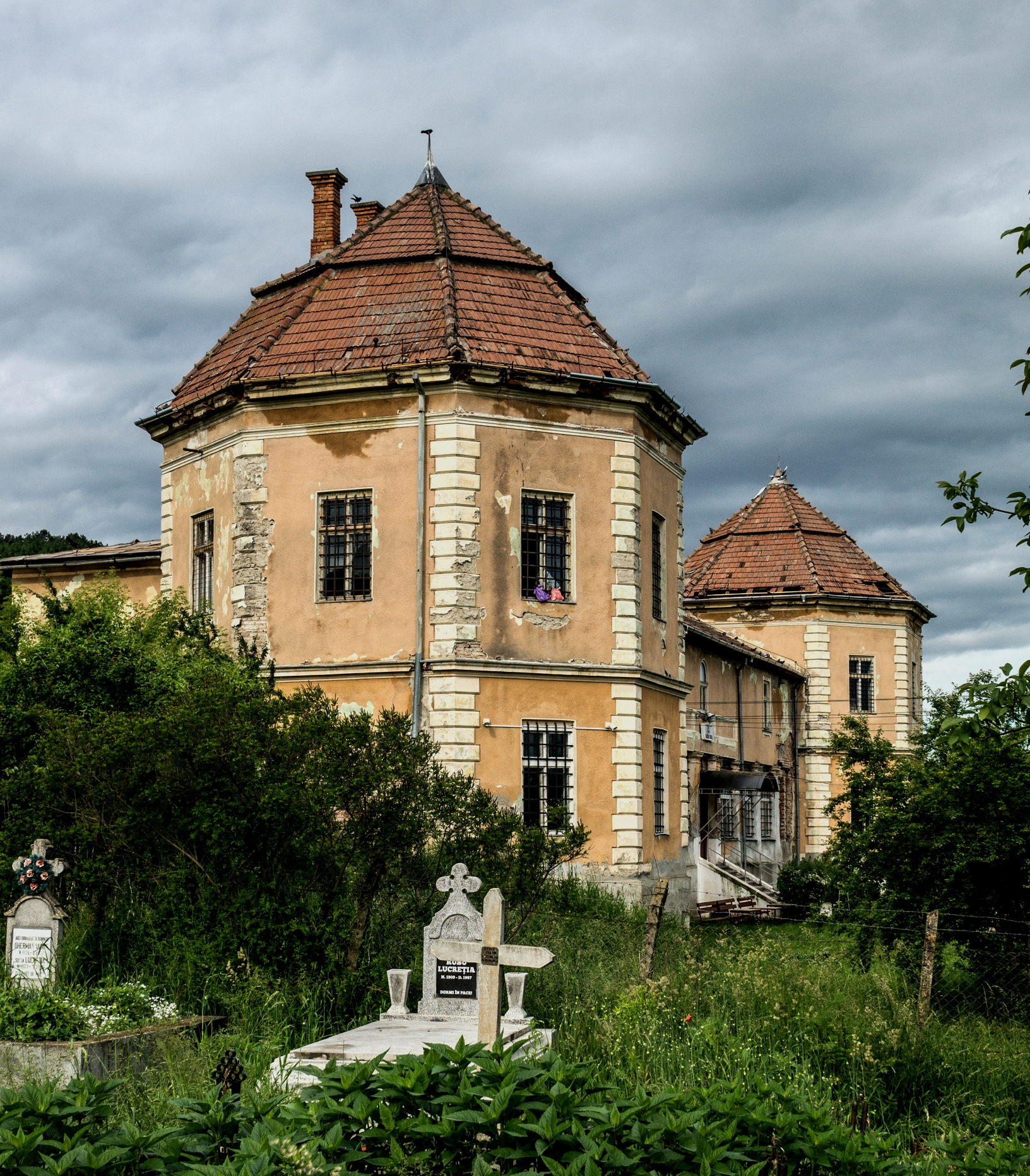
Castelul Bánffy (monument istoric)